# Hydropathiciteit
Hydropathiciteit (Engels: hydropathy) is in de biochemie de mate waarin een α-aminozuur hydrofoob of hydrofiel is, veelal binnen de ruimtelijke context van een eiwitmolecuul. Hoe hoger de waarde, hoe hydrofober het aminozuurresidu. Er zijn verschillende lijsten samengesteld waarin alle standaard α-aminozuren gesorteerd zijn op hydropathiciteit. Zo'n lijst wordt ook wel een hydrofobiciteitsschaal genoemd.
In eiwitten komen zowel hydrofobe als hydrofiele aminozuren voor. De waarde wordt bijvoobeeld gebruikt om regio's in een eiwit te vinden die het membraan overspannen, in transmembraaneiwitten. De aminozuren die zich in deze regio bevinden, zijn vaak hydrofoob van aard en hebben dus een hoge hydropathiciteit. Aminozuren die zowel hydrofobe als hydrofiele eigenschappen bezitten, zoals proline (P) en tyrosine (Y), worden ook wel amfifiel genoemd. Hydrofobiciteit van de aminozuurzijketens kan worden vastgesteld door moleculaire dynamica-simulaties.
| R    | K    | D     | Q     | N     | E     | H     | S     | T     | P    | Y    | C    | G    | A    | M    | W    | L   | V   | F   | I   |
| ---- | ---- | ----- | ----- | ----- | ----- | ----- | ----- | ----- | ---- | ---- | ---- | ---- | ---- | ---- | ---- | --- | --- | --- | --- |
| -2,5 | -1,5 | -0,90 | -0,85 | -0,78 | -0,74 | -0,40 | -0,18 | -0,05 | 0,12 | 0,26 | 0,29 | 0,48 | 0,62 | 0,64 | 0,81 | 1,1 | 1,1 | 1,2 | 1,4 |